# Medaliści mistrzostw Europy w biathlonie
Mistrzostwa Europy w biathlonie po raz pierwszy zostały rozegrane w 1994 w fińskim Kontiolahti. Rozegrano wówczas trzy konkurencje: bieg indywidualny, sprint oraz bieg sztafetowy. Wszystkie konkurencje zostały rozegrane dla mężczyzn i kobiet seniorów oraz juniorów. W 1998 po raz pierwszy rozegrano bieg pościgowy, który na stałe wszedł do programu mistrzostw w 2000 roku.
Medaliści mistrzostw Europy w biathlonie

## Kobiety

### Seniorki

#### Bieg indywidualny (15 km)
Początek w 1994.
| Rok i miejsce         | Złoto                 | Srebro             | Brąz              |
| 1994 Kontiolahti      | Halina Pitoń          | Martina Jasiková   | Irina Migielszina |
| 1995 Le Grand-Bornand | Swiatłana Paramyhina  | Nina Łemesz        | Emmanuelle Claret |
| 1996 Ridnaun          | Andreja Grasič        | Olga Mielnik       | Anna Stera        |
| 1997 Windischgarsten  | Katja Beer            | Albina Achatowa    | Soňa Mihoková     |
| 1998 Mińsk            | Nadieżda Tałanowa     | Natalia Permiakowa | Irina Diaczkowa   |
| 1999 Iżewsk           | Kathi Schwaab         | Natalja Sokołowa   | Ludmiła Łysenko   |
| 2000 Zakopane         | Iwa Karagiozowa       | Olga Romasko       | Simone Denkinger  |
| 2001 Haute Maurienne  | Oksana Jakowlewa      | Christelle Gros    | Iwa Karagiozowa   |
| 2002 Kontiolahti      | Radka Popowa          | Irina Malgina      | Irena Česneková   |
| 2003 Forni Avoltri    | Jelena Chrustalowa    | Ołena Petrowa      | Ina Menzel        |
| 2004 Mińsk            | Ekaterina Dafowska    | Ołena Zubryłowa    | Pawlina Filipowa  |
| 2005 Nowosybirsk      | Swietłana Iszmuratowa | Sabrina Buchholz   | Anna Bogalij      |
| 2006 Langdorf-Arberse | Pawlina Filipowa      | Martina Halinárová | Soňa Mihoková     |
| 2007 Bansko           | Oksana Jakowlewa      | Ludmiła Ananko     | Magdalena Gwizdoń |
| 2008 Nové Město       | Natalia Lewczenkowa   | Kjersti Isaksen    | Lilija Jefremowa  |
| 2009 Ufa              | Juliane Döll          | Anne Preußler      | Lubow Pietrowa    |

#### Sprint (7,5 km)
Początek w 1994. W latach 1994–2000 rozgrywany jako bieg indywidualny.
| Rok i miejsce         | Złoto                 | Srebro                | Brąz                 |
| 1994 Kontiolahti      | Irina Migielszina     | Jiřina Pelcová        | Kathi Schwaab        |
| 1995 Le Grand-Bornand | Corinne Niogret       | Katrin Apel           | Anne Briand          |
| 1996 Ridnaun          | Eva Háková            | Soňa Mihoková         | Galina Kuklewa       |
| 1997 Windischgarsten  | Anna Stera            | Tatiana Martynowa     | Nathalie Santer      |
| 1998 Mińsk            | Nadieżda Tałanowa     | Natalia Permiakowa    | Peggy Wagenführ      |
| 1999 Iżewsk           | Natalja Sokołowa      | Ludmiła Łysenko       | Oksana Chwostenko    |
| 2000 Zakopane         | Magdalena Gwizdoń     | Magdalena Grzywa      | Kati Wilhelm         |
| 2001 Haute Maurienne  | Katja Beer            | Simone Denkinger      | Olga Nazarowa        |
| 2002 Kontiolahti      | Irina Malgina         | Radka Popowa          | Liv-Kjersti Bergman  |
| 2003 Forni Avoltri    | Martina Halinárová    | Swietłana Iszmuratowa | Jekatierina Iwanowa  |
| 2004 Mińsk            | Ołena Zubryłowa       | Ołena Petrowa         | Irina Malgina        |
| 2005 Nowosybirsk      | Swietłana Czernousowa | Swietłana Iszmuratowa | Anna Bogalij         |
| 2006 Langdorf-Arberse | Nina Łemesz           | Olga Anisimowa        | Ekaterina Dafowska   |
| 2007 Bansko           | Darja Domraczewa      | Wiktorija Semerenko   | Olga Kudraszowa      |
| 2008 Nové Město       | Oksana Jakowlewa      | Zuzana Tryznová       | Nina Karasewycz      |
| 2009 Ufa              | Anastasija Kuźmina    | Jana Romanowa         | Anastazja Kuzniecowa |

#### Bieg pościgowy (10 km)
Początek w 1998. Na stałe wszedł do programu w 2000 roku.
| Rok i miejsce         | Złoto               | Srebro               | Brąz              |
| 1998 Mińsk            | Nadieżda Tałanowa   | Janet Klein          | Peggy Wagenführ   |
| 2000 Zakopane         | Magdalena Grzywa    | Swiatłana Paramyhina | Magdalena Gwizdoń |
| 2001 Haute Maurienne  | Katja Beer          | Lilija Jefremowa     | Sabine Flatscher  |
| 2002 Kontiolahti      | Irina Malgina       | Radka Popowa         | Olga Romasko      |
| 2003 Forni Avoltri    | Jekatierina Iwanowa | Ołena Zubryłowa      | Ina Menzel        |
| 2004 Mińsk            | Ołena Petrowa       | Jekatierina Iwanowa  | Ołena Zubryłowa   |
| 2005 Nowosybirsk      | Oksana Chwostenko   | Irina Malgina        | Anna Bogalij      |
| 2006 Langdorf-Arberse | Natalja Sokołowa    | Olga Anisimowa       | Irina Malgina     |
| 2007 Bansko           | Olga Kudraszowa     | Ute Niziak           | Irina Nikułczina  |
| 2008 Nové Město       | Nina Karasewycz     | Oksana Jakowlewa     | Pawlina Filipowa  |
| 2009 Ufa              | Anastasija Kuźmina  | Wiktorija Semerenko  | Jana Romanowa     |

#### Sztafeta (4 × 6 km)
Początek w 1994. Do 1998 rozgrywano na dystansie 3 × 7,5 km. Od 1999 dystans 4 × 7,5 km.
Obecnie (od 2003 roku) dystans 4 × 6 km.
| Rok i miejsce         | Złoto                                                                                      | Srebro                                                                                | Brąz                                                                                   |
| 1994 Kontiolahti      | Rosja · Larisa Nowosielskaja · Jelena Dumnowa · Irina Migielszina                          | Słowacja ·                                                                            | Ukraina ·                                                                              |
| 1995 Le Grand-Bornand | Francja · Corinne Niogret · Florence Baverel · Anne Briand                                 | Ukraina ·                                                                             | Niemcy · Kathi Schwaab · Steffi Kindt · Martina Zellner                                |
| 1996 Ridnaun          | Rosja · Olga Mielnik · Galina Kuklewa · Olga Romasko                                       | Ukraina ·                                                                             | Białoruś ·                                                                             |
| 1997 Windischgarsten  | Rosja · Irina Migielszina · Tatiana Martinowa · Albina Achatowa                            | Niemcy · Katja Beer · Janet Klein · Steffi Kindt                                      | Czechy ·                                                                               |
| 1998 Mińsk            | Niemcy · Peggy Wagenführ · Janet Klein · Andrea Henkel                                     | Rosja ·                                                                               | Finlandia ·                                                                            |
| 1999 Iżewsk           | Rosja · Swietłana Czernousowa · Natalja Sokołowa · Irina Bykowa · Irina Jażkowa            | Polska · Iwona Grzywa · Aldona Sobczyk · Iwona Daniluk · Patrycja Szymura             | Norwegia · Arna Kolveit · Aase Idland · Ann Helen Grande · Borghild Ouren              |
| 2000 Zakopane         | Słowacja · Martina Schwarzbacherová · Anna Murínová · Marcela Pavkovčeková · Soňa Mihoková | Czechy · Kateřina Losmanová · Jitka Pesinová · Irena Česneková · Eva Háková           | Niemcy · Peggy Wagenführ · Janet Klein · Simone Denkinger · Kati Wilhelm               |
| 2001 Haute Maurienne  | Niemcy · Katja Beer · Simone Denkinger · Sabine Flatscher · Ina Menzel                     | Rosja · Olga Zajcewa · Lilija Jefremowa · Natalja Sokołowa · Olga Romasko             | Ukraina · Iryna Merkuszina · Oksana Jakowlewa · Oksana Chwostenko · Nina Łemesz        |
| 2002 Kontiolahti      | Niemcy · Ina Menzel · Janet Klein · Simone Denkinger · Sabrina Buchholz                    | Rosja · Irina Malgina · Julia Makarowa · Lilija Jefremowa · Olga Romasko              | Ukraina · Iryna Merkuszina · Nina Łemesz · Oksana Chwostenko · Oksana Jakowlewa        |
| 2003 Forni Avoltri    | Rosja · Jelena Chrustalowa · Anna Bogalij · Julia Makarowa · Irina Malgina                 | Czechy · Lenka Faltusová · Zdeňka Vejnarová · Irena Česneková · Kateřina Holubcová    | Białoruś · Lilija Jefremowa · Olga Nazarowa · Jekatierina Iwanowa · Ołena Zubryłowa    |
| 2004 Mińsk            | Rosja · Olga Anisimowa · Swietłana Czernousowa · Natalja Sokołowa · Irina Malgina          | Białoruś · Jekatierina Iwanowa · Ludmiła Ananko · Olga Nazarowa · Ołena Zubryłowa     | Niemcy · Katharina Echter · Ina Menzel · Romy Beer · Sabrina Buchholz                  |
| 2005 Nowosybirsk      | Rosja · Irina Malgina · Jelena Chrustalowa · Swietłana Iszmuratowa · Anna Bogalij          | Ukraina · Oksana Chwostenko · Nina Łemesz · Iryna Tananajko · Oksana Jakowlewa        | Czechy · Lenka Faltusová · Magda Rezlerová · Irena Česneková · Zdeňka Vejnarová        |
| 2006 Langdorf-Arberse | Białoruś · Jekatierina Iwanow · Olga Nazarowa · Ludmiła Ananko · Ołena Zubryłowa           | Bułgaria · Pawlina Filipowa · Irina Nikułczina · Nina Klenowska · Ekaterina Dafowska  | Niemcy · Jenny Adler · Magdalena Neuner · Katja Beer · Sabrina Buchholz                |
| 2007 Bansko           | Białoruś · Nadzieżda Skardino · Olga Kudraszowa · Ludmiła Ananko · Darja Domraczewa        | Niemcy · Jenny Adler · Stephanie Müller · Ute Niziak · Sabrina Buchholz               | Ukraina · Oksana Jakowlewa · Ołena Petrowa · Wiktorija Semerenko · Wałentyna Semerenko |
| 2008 Nové Město       | Ukraina · Oksana Jakowlewa · Wiktorija Semerenko · Wałentyna Semerenko · Oksana Chwostenko | Niemcy · Tina Bachmann · Ute Niziak · Juliane Döll · Jenny Adler                      | Norwegia · Liv-Kjersti Bergman · Elise Ringen · Kjersti Isaksen · Eline Fannemel       |
| 2009 Ufa              | Ukraina · Ołena Pidhruszna · Wałentyna Semerenko · Inna Suprun · Wiktorija Semerenko       | Rosja · Anastazja Kuzniecowa · Jekatierina Jurłowa · Marija Sadiłowa · Lubow Pietrowa | Niemcy · Tina Bachmann · Carolin Hennecke · Anna Preussler · Juliane Döll              |

### Juniorki

#### Bieg indywidualny (12,5 km)
Początek w 1994. 
| Rok i miejsce         | Złoto                 | Srebro             | Brąz               |
| 1994 Kontiolahti      |                       |                    |                    |
| 1995 Le Grand-Bornand |                       |                    |                    |
| 1996 Ridnaun          |                       |                    |                    |
| 1997 Windischgarsten  |                       |                    |                    |
| 1998 Mińsk            |                       |                    |                    |
| 1999 Iżewsk           |                       |                    |                    |
| 2000 Zakopane         | Jelena Chrustalowa    | Tora Berger        | Jana Pesková       |
| 2001 Haute Maurienne  | Anne-Lise Bailly      | Tatjana Moisiejewa | Delphyne Peretto   |
| 2002 Kontiolahti      | Jenny Adler           | Ludmiła Ananko     | Barbara Ertl       |
| 2003 Forni Avoltri    | Magda Rezlerová       | Pauline Jacquin    | Delphyne Peretto   |
| 2004 Mińsk            | Jelena Dawgul         | Natalja Burdyga    | Alexandra Stoian   |
| 2005 Nowosybirsk      | Paulina Bobak         | Irina Moszewitina  | Olga Dudczenko     |
| 2006 Langdorf-Arberse | Pauline Macabies      | Johanna Holma      | Ludmyła Żyber      |
| 2007 Bansko           | Jekatierina Szumiłowa | Iris Waldhuber     | Swietłana Slepcowa |
| 2008 Nové Město       | Elise Ringen          | Iris Waldhuber     | Irina Maksimowa    |
| 2009 Ufa              | Olga Wiłuchina        | Synnøve Solemdal   | Julija Dżima       |

#### Sprint (7,5 km)
Początek w 1994. W latach 1994–2000 rozgrywany jako bieg indywidualny.
| Rok i miejsce         | Złoto                 | Srebro             | Brąz                       |
| 1994 Kontiolahti      |                       |                    |                            |
| 1995 Le Grand-Bornand |                       |                    |                            |
| 1996 Ridnaun          |                       |                    |                            |
| 1997 Windischgarsten  |                       |                    |                            |
| 1998 Mińsk            |                       |                    |                            |
| 1999 Iżewsk           |                       |                    |                            |
| 2000 Zakopane         | Jekatarina Grigorjewa | Irina Fomina       | Swietłana Dirko Chandogina |
| 2001 Haute Maurienne  | Tatjana Moisiejewa    | Julia Makarowa     | Zdeňka Vejnarová           |
| 2002 Kontiolahti      | Magda Rezlerová       | Zuzana Hasillová   | Barbara Ertl               |
| 2003 Forni Avoltri    | Natalja Burdyga       | Ludmiła Ananko     | Pauline Jacquin            |
| 2004 Mińsk            | Uljana Dienisowa      | Krystyna Pałka     | Tereza Hlavsová            |
| 2005 Nowosybirsk      | Anna Bułygina         | Anastasija Kuźmina | Lubow Pietrowa             |
| 2006 Langdorf-Arberse | Wałentyna Semerenko   | Pauline Macabies   | Johanna Holma              |
| 2007 Bansko           | Swietłana Slepcowa    | Iris Waldhuber     | Ludmyła Żyber              |
| 2008 Nové Město       | Marine Bolliet        | Karolina Pitoń     | Veronika Vítková           |
| 2009 Ufa              | Olga Wiłuchina        | Anastasija Kalina  | Marine Bolliet             |

#### Bieg pościgowy (10 km)
Początek w 1998. Na stałe wszedł do programu w 2000 roku.
| Rok i miejsce         | Złoto              | Srebro                | Brąz             |
| 1998 Mińsk            |                    |                       |                  |
| 2000 Zakopane         | Oksana Jakowlewa   | Jekatarina Grigorjewa | Irina Fomina     |
| 2001 Haute Maurienne  | Julia Makarowa     | Tatjana Moisiejewa    | Zdeňka Vejnarová |
| 2002 Kontiolahti      | Magda Rezlerová    | Zuzana Hasillová      | Barbara Ertl     |
| 2003 Forni Avoltri    | Natalja Burdyga    | Ludmiła Ananko        | Uljana Dienisowa |
| 2004 Mińsk            | Krystyna Pałka     | Anastasija Kuźmina    | Uljana Dienisowa |
| 2005 Nowosybirsk      | Anastasija Kuźmina | Lubow Pietrowa        | Anna Bułygina    |
| 2006 Langdorf-Arberse | Mari Laukkanen     | Wałentyna Semerenko   | Pauline Macabies |
| 2007 Bansko           | Iris Waldhuber     | Swietłana Slepcowa    | Veronika Vítková |
| 2008 Nové Město       | Marine Bolliet     | Veronika Vítková      | Marija Sadilowa  |
| 2009 Ufa              | Olga Wiłuchina     | Anastasija Romanowa   | Marine Bolliet   |

#### Sztafeta (3 × 6 km)
Początek w 1994. Do 2002 rozgrywano na dystansie 3 × 7,5 km. 
| Rok i miejsce         | Złoto                                                               | Srebro                                                                         | Brąz                                                                  |
| 1994 Kontiolahti      |                                                                     |                                                                                |                                                                       |
| 1995 Le Grand-Bornand |                                                                     |                                                                                |                                                                       |
| 1996 Ridnaun          |                                                                     |                                                                                |                                                                       |
| 1997 Windischgarsten  |                                                                     |                                                                                |                                                                       |
| 1998 Mińsk            |                                                                     |                                                                                |                                                                       |
| 1999 Iżewsk           |                                                                     |                                                                                |                                                                       |
| 2000 Zakopane         | Rosja · Julia Makarowa · Irina Fomina · Jelena Chrustalowa          | Białoruś · Swietłana Dirko Chandogina · Ludmiła Ananko · Jekatarina Grigorjewa | Polska · Katarzyna Ponikwia · Bernadetta Bednarz · Beata Kiełtyka     |
| 2001 Haute Maurienne  | Rosja · Tatjana Moisiejewa · Marina Bortczukowa · Julia Makarowa    | Czechy · Magda Rezlerová · Klara Moravcová · Zdeňka Vejnarová                  | Francja · Delphyne Peretto · Celia Bourgeois · Anne-Lise Bailly       |
| 2002 Kontiolahti      | Niemcy · Katharina Echter · Barbara Ertl · Jenny Adler              | Rosja · Jelena Dawgul · Uljana Dienisowa · Nadieżda Czastina                   | Białoruś · Ludmiła Ananko · Tatiana Szyntar · Ludmiła Kalinczyk       |
| 2003 Forni Avoltri    | Rosja · Jana Romanowa · Uljana Dienisowa · Natalja Burdyga          | Białoruś · Tatiana Szyntar · Ludmiła Kalinczyk · Ludmiła Ananko                | Czechy · Klara Moravcová · Michaela Stranská · Magda Rezlerová        |
| 2004 Mińsk            | Rosja · Jelena Dawgul · Anastasija Kuźmina · Natalja Burdyga        | Polska · Paulina Bobak · Angelika Szrubianiec · Magdalena Nykiel               | Czechy · Tereza Hlavsová · Michaela Balatková · Klara Moravcová       |
| 2005 Nowosybirsk      | Rosja · Marija Kosinowa · Anastazja Kuzniecowa · Jekatierina Sawina | Polska · Paulina Bobak · Weronika Nowakowska-Ziemniak · Agnieszka Grzybek      | Ukraina · Wiktorija Semerenko · Wałentyna Semerenko · Nina Karasewycz |
| 2006 Langdorf-Arberse | Niemcy · Tina Bachmann · Susann König · Carolin Hennecke            | Rosja · Tatjana Ziewachina · Anna Kunajewa · Jekatierina Szumiłowa             | Francja · Marion Blondeau · Marie Dorin · Pauline Macabies            |
| 2007 Bansko           | Rosja · Swietłana Slepcowa · Olga Wiłuchina · Jekatierina Szumiłowa | Ukraina · Ludmyła Żyber · Hanna Kułak · Ołena Pidhruszna                       | Bułgaria · Silwia Georgiewa · Ralica Galewa · Lilia Pandurowa         |
| 2008 Nové Město       | Rosja · Olga Wiłuchina · Marija Sadiłowa · Irina Maksimowa          | Czechy · Veronika Zvařičová · Veronika Hořejší · Veronika Vítková              | Rumunia · Alina Babes · Claudia Flangea · Réka Ferencz                |
| 2009 Ufa              | Rosja · Anastasija Romanowa · Anastasija Kalina · Olga Wiłuchina    | Białoruś · Daria Jurkiewicz · Marija Kazlouskaja · Ala Talkacz                 | Rumunia · Luminita Piscoran · Diana Mihalacze · Réka Ferencz          |

## Mężczyźni

### Seniorzy

#### Bieg indywidualny (20 km)
Początek w 1994.
| Rok i miejsce         | Złoto                 | Srebro               | Brąz                 |
| 1994 Kontiolahti      | Tor Espen Kristiansen | Bertrand Muffat-Joly | Ville Räikkönen      |
| 1995 Le Grand-Bornand | Igor Gozhriakow       | Aleksander Popow     | Holger Schonthier    |
| 1996 Ridnaun          | Siergiej Tarasow      | Siergiej Rożkow      | Aleksander Popow     |
| 1997 Windischgarsten  | Siergiej Rożkow       | Tomasz Sikora        | Marco Morgenstern    |
| 1998 Mińsk            | Siergiej Rożkow       | Stefan Hodde         | Ilmārs Bricis        |
| 1999 Iżewsk           | Siergiej Konowałow    | Ulf Karkoschka       | Terje Aune           |
| 2000 Zakopane         | Zdeněk Vítek          | Ulf Karkoschka       | Ilmārs Bricis        |
| 2001 Haute Maurienne  | Günther Beck          | Andreas Stitzl       | Gael Poirée          |
| 2002 Kontiolahti      | Andrij Deryzemla      | Tomasz Sikora        | Wojciech Kozub       |
| 2003 Forni Avoltri    | Ołeksandr Biłanenko   | Alaksiej Ajdarau     | Marco Morgenstern    |
| 2004 Mińsk            | Tomasz Sikora         | Dmitrij Jaroszenko   | Aleksiej Czurin      |
| 2005 Nowosybirsk      | Carsten Pump          | Pavol Hurajt         | Pawieł Rostowcew     |
| 2006 Langdorf-Arberse | Alexander Os          | Loïs Habert          | Władimir Draczew     |
| 2007 Bansko           | Egil Gjelland         | Hans Martin Gjedrem  | Ołeksij Korabejnikow |
| 2008 Nové Město       | Tomasz Sikora         | Michal Šlesingr      | Siergiej Bałandin    |
| 2009 Ufa              | Wiktor Wasiljew       | Dag Erik Kokkin      | Serhij Sedniew       |

#### Sprint (10 km)
Początek w 1994. W latach 1994–2000 rozgrywany jako bieg indywidualny.
| Rok i miejsce         | Złoto                | Srebro             | Brąz               |
| 1994 Kontiolahti      | Hogler Schönthier    | René Cattarinussi  | Vesa Hietalahti    |
| 1995 Le Grand-Bornand | Raphaël Poirée       | Gilles Marguet     | Aleh Ryżenkau      |
| 1996 Ridnaun          | Władimir Draczew     | Siergiej Tarasow   | Aleh Ryżenkau      |
| 1997 Windischgarsten  | Andriej Padin        | Jože Poklukar      | Tomas Globočnik    |
| 1998 Mińsk            | Jekabs Nakums        | Aleksander Popow   | Ilmārs Bricis      |
| 1999 Iżewsk           | Alexander Wolf       | Roman Dostál       | Rustam Waliullin   |
| 2000 Zakopane         | Andreas Stitzl       | Ivan Masařík       | Oļegs Maļuhins     |
| 2001 Haute Maurienne  | Vincent Defrasne     | Wiesław Ziemianin  | Wjaczesław Derkacz |
| 2002 Kontiolahti      | Oļegs Maļuhins       | Carsten Heymann    | Tomasz Sikora      |
| 2003 Forni Avoltri    | Ołeksij Korabejnikow | Władimir Draczew   | Carsten Pump       |
| 2004 Mińsk            | Aleksander Syman     | Tomasz Sikora      | Władimir Draczew   |
| 2005 Nowosybirsk      | Ołeksij Ajdarow      | Andrij Deryzemla   | Aleksiej Bołtienko |
| 2006 Langdorf-Arberse | Jaroslav Soukup      | Siergiej Nowikow   | Carsten Pump       |
| 2007 Bansko           | Tomasz Sikora        | Jaroslav Soukup    | Tobias Eberhard    |
| 2008 Nové Město       | Artiom Gusiew        | Stian Eckhoff      | Michal Šlesingr    |
| 2009 Ufa              | Rune Brattsveen      | Jewgienij Ustiugow | Anton Szypulin     |

#### Bieg pościgowy (12,5 km)
Początek w 1998. Na stałe wszedł do programu w 2000 roku.
| Rok i miejsce         | Złoto               | Srebro              | Brąz                 |
| 1998 Mińsk            | Gunar Bretschneider | Ilmārs Bricis       | Oļegs Maļuhins       |
| 2000 Zakopane         | Tomasz Sikora       | Gunar Bretschneider | Andreas Stitzl       |
| 2001 Haute Maurienne  | Vincent Defrasne    | Michael Greis       | Wiesław Ziemianin    |
| 2002 Kontiolahti      | Oļegs Maļuhins      | Carsten Heymann     | Ilmārs Bricis        |
| 2003 Forni Avoltri    | Andrij Deryzemla    | Alexander Os        | Władimir Draczew     |
| 2004 Mińsk            | Tomasz Sikora       | Alexander Os        | Jewgieni Trebuszenko |
| 2005 Nowosybirsk      | Andrij Deryzemla    | Carsten Pump        | Aleksiej Bołtienko   |
| 2006 Langdorf-Arberse | Siergiej Nowikow    | Edgars Piksons      | Wjaczesław Derkacz   |
| 2007 Bansko           | Tomasz Sikora       | Ilmārs Bricis       | Egil Gjelland        |
| 2008 Nové Město       | Siergiej Konowałow  | Artiom Gusiew       | Maksim Maksimow      |
| 2009 Ufa              | Daniel Böhm         | Serhij Sedniew      | Rune Brattsveen      |

#### Sztafeta (4 × 7,5 km)
Początek w 1994.
| Rok i miejsce         | Złoto                                                                                  | Srebro                                                                                       | Brąz                                                                                      |
| 1994 Kontiolahti      | Rosja · Pawieł Muslimow · Paweł Wawiłow · Nikołaj Kłykow · Eduard Riabow               | Polska ·                                                                                     | Białoruś ·                                                                                |
| 1995 Le Grand-Bornand | Białoruś · Igor Gozhriakow · Aleksander Popow · Aleh Ryżenkau · Wadim Saszurin         | Niemcy · René König · Lars Kreuzer · Markus Quappig · Marco Morgenstern                      | Ukraina ·                                                                                 |
| 1996 Ridnaun          | Rosja · Wiktor Majgurow · Władimir Draczew · Siergiej Rożkow · Aleksiej Kobielew       | Białoruś ·                                                                                   | Niemcy · Ulf Karkoschka · Marco Morgenstern · Jan Wüstenfeld · Carsten Heymann            |
| 1997 Windischgarsten  | Niemcy · Ulf Karkoschka · Holger Schönthier · Lars Kreuzer · Marco Morgenstern         | Rosja ·                                                                                      | Norwegia ·                                                                                |
| 1998 Mińsk            | Niemcy · Ulf Karkoschka · Marco Morgenstern · Mark Kirchner · Gunar Bretschneider      | Norwegia ·                                                                                   | Białoruś ·                                                                                |
| 1999 Iżewsk           | Niemcy · Ulf Karkoschka · Michael Greis · Stefan Hodde · Alexander Wolf                | Rosja · Aleksiej Kobeljew · Siergiej Konowałow · Eduard Riabow · Pawieł Muslimow             | Białoruś · Aleksander Syman · Siergiej Nowikow · Rustam Waliullin · Aleksiej Morzhakin    |
| 2000 Zakopane         | Niemcy · Gunar Bretschneider · Jan Wüstenfeld · Andreas Stitzl · Ulf Karkoschka        | Polska · Wiesław Ziemianin · Tomasz Sikora · Krzysztof Topór · Wojciech Kozub                | Rosja · Władimir Bechterew · Michaił Koczkin · Juri Batmanow · Pawieł Muslimow            |
| 2001 Haute Maurienne  | Niemcy · Jörn Wollschläger · Andreas Stitzl · Michael Greis · Alexander Wolf           | Polska · Wiesław Ziemianin · Wojciech Kozub · Krzysztof Topór · Tomasz Sikora                | Włochy · Theo Senoner · Sergio Bonaldi · Helmuth Messner · Ivan Romanin                   |
| 2002 Kontiolahti      | Niemcy · Daniel Graf · Carsten Heymann · Andreas Stitzl · Andreas Birnbacher           | Ukraina · Rusłan Łysenko · Ołeksandr Biłanenko · Roman Pryma · Wjaczesław Derkacz            | Łotwa · Oļegs Maļuhins · Gundars Upenieks · Ilmārs Bricis · Jekabs Nakums                 |
| 2003 Forni Avoltri    | Niemcy · Daniel Graf · Carsten Pump · Jörn Wollschläger · Marco Morgenstern            | Rosja · Witalij Czernyszow · Siergiej Konowałow · Filipp Szulman · Iwan Czeriezow            | Białoruś · Ołeksij Ajdarow · Władimir Draczew · Rustam Waliullin · Aleh Ryżenkau          |
| 2004 Mińsk            | Niemcy · Michael Rösch · Jörn Wollschläger · Carsten Heymann · Daniel Graf             | Norwegia · Anstein Mykland · Alexander Os · Dag Bjørndalen · Tor Halvor Bjoernstad           | Polska · Michał Piecha · Wiesław Ziemianin · Grzegorz Bodziana · Tomasz Sikora            |
| 2005 Nowosybirsk      | Rosja · Aleksiej Bołtienko · Siergiej Bałandin · Pawieł Rostowcew · Dmitrij Jaroszenko | Ukraina · Wjaczesław Derkacz · Andrij Deryzemla · Ołeksij Korabejnikow · Ołeksandr Biłanenko | Niemcy · Hansjörg Reuter · Carsten Pump · Carsten Heymann · Jörn Wollschläger             |
| 2006 Langdorf-Arberse | Białoruś · Siergiej Nowikow · Władimir Draczew · Rustam Waliullin · Aleh Ryżenkau      | Ukraina · Wjaczesław Derkacz · Ołeksandr Biłanenko · Andrij Deryzemla · Rusłan Łysenko       | Norwegia · Haakon Andersen · Alexander Os · Hans Martin Gjedrem · Jon Kristian Svaland    |
| 2007 Bansko           | Niemcy · Daniel Graf · Christoph Knie · Carsten Pump · Jörn Wollschläger               | Norwegia · Alexander Os · Hans Martin Gjedrem · Magne Thorleiv Ronning · Egil Gjelland       | Białoruś · Siergiej Nowikow · Aleksander Syman · Rustam Waliullin · Władimir Miklaszewski |
| 2008 Nové Město       | Rosja · Siergiej Bałandin · Siergiej Konowałow · Maksim Maksimow · Artiom Gusiew       | Norwegia · Stian Navik · Lars Berger · Stian Eckhoff · Magne Thorleiv Ronning                | Czechy · Michal Šlesingr · Tomáš Holubec · Ondřej Moravec · Zdeněk Vítek                  |
| 2009 Ufa              | Norwegia · Dag Erik Kokkin · Henrik L’Abée-Lund · Tarjei Bøe · Rune Brattsveen         | Niemcy · Simon Schempp · Daniel Böhm · Norbert Schiller · Christoph Knie                     | Rosja · Witali Noritsyn · Anton Szypulin · Aleksander Szrejder · Wiktor Wasiljew          |

### Juniorzy

#### Bieg indywidualny (15 km)
Początek w 1994.
| Rok i miejsce         | Złoto           | Srebro          | Brąz               |
| 1994 Kontiolahti      |                 |                 |                    |
| 1995 Le Grand-Bornand |                 |                 |                    |
| 1996 Ridnaun          |                 |                 |                    |
| 1997 Windischgarsten  |                 |                 |                    |
| 1998 Mińsk            |                 |                 |                    |
| 1999 Iżewsk           |                 |                 |                    |
| 2000 Zakopane         | Benjamin Eder   | Iwan Czeriezow  | Witalij Czernyszow |
| 2001 Haute Maurienne  | Nikołaj Krugłow | Michal Šlesingr | Witalij Czernyszow |
| 2002 Kontiolahti      | Maksim Czudow   | Hansjörg Reuter | Jānis Bērziņš      |
| 2003 Forni Avoltri    | Ondřej Moravec  | Michal Šlesingr | Witalij Percew     |
| 2004 Mińsk            | Matej Kazár     | Klemen Bauer    | Ołeh Bereżny       |
| 2005 Nowosybirsk      | Igor Minczenkow | Ołeh Bereżny    | Kirył Szczerbakow  |
| 2006 Langdorf-Arberse | Pawieł Borisow  | Daniel Böhm     | Wiktor Wasiljew    |
| 2007 Bansko           | Krasimir Anew   | Wiktor Wasiljew | Henrik L’Abée-Lund |
| 2008 Nové Město       | Anton Szypulin  | Krasimir Anew   | Daniel Salvenmoser |
| 2009 Ufa              | Tarjei Bø       | Serhij Semenow  | Nazir Rabadanow    |

#### Sprint (10 km)
Początek w 1994. W latach 1994–2000 rozgrywany jako bieg indywidualny.
| Rok i miejsce         | Złoto                | Srebro               | Brąz                |
| 1994 Kontiolahti      |                      |                      |                     |
| 1995 Le Grand-Bornand |                      |                      |                     |
| 1996 Ridnaun          |                      |                      |                     |
| 1997 Windischgarsten  |                      |                      |                     |
| 1998 Mińsk            |                      |                      |                     |
| 1999 Iżewsk           |                      |                      |                     |
| 2000 Zakopane         | Nikołaj Krugłow      | Benjamin Eder        | Roman Pryma         |
| 2001 Haute Maurienne  | Witalij Czernyszow   | Christian De Lorenzi | Lowell Bailey       |
| 2002 Kontiolahti      | Andriej Makowiejew   | Michael Rösch        | Dušan Šimočko       |
| 2003 Forni Avoltri    | Simon Eder           | Miroslav Matiaško    | Maksim Czudow       |
| 2004 Mińsk            | Ondřej Moravec       | Władimir Szemiełow   | Władimir Szemiełow  |
| 2005 Nowosybirsk      | Ołeh Bereżny         | Ondřej Moravec       | Iwan Panczenko      |
| 2006 Langdorf-Arberse | Władimir Siemakow    | Vincent Jay          | Klemen Bauer        |
| 2007 Bansko           | Dominik Landertinger | Anton Szypulin       | Igor Matlakhow      |
| 2008 Nové Město       | Anton Szypulin       | Daniel Salvenmoser   | Benjamin Weger      |
| 2009 Ufa              | Tarjei Bø            | Simon Schempp        | Uładzimir Czapielin |

#### Bieg pościgowy (12,5 km)
Początek w 1998. Na stałe wszedł do programu w 2000 roku.
| Rok i miejsce         | Złoto                | Srebro               | Brąz                 |
| 1998 Pokljuka         |                      |                      |                      |
| 2000 Zakopane         | Nikołaj Krugłow      | Filipp Szulman       | Igoris Ščekočichinas |
| 2001 Haute Maurienne  | Witalij Czernyszow   | Aleksiej Sołowiew    | Lowell Bailey        |
| 2002 Kontiolahti      | Michael Rösch        | Dušan Šimočko        | Hansjörg Reuter      |
| 2003 Forni Avoltri    | Maksim Czudow        | Simon Eder           | Oleg Miłowanow       |
| 2004 Mińsk            | Ondřej Moravec       | Aleksandr Kudraszew  | Władimir Szemiełow   |
| 2005 Nowosybirsk      | Ondřej Moravec       | Ołeh Bereżny         | Iwan Panczenko       |
| 2006 Langdorf-Arberse | Władimir Siemakow    | Klemen Bauer         | Vincent Jay          |
| 2007 Bansko           | Dominik Landertinger | Krasimir Anew        | Anton Szypulin       |
| 2008 Nové Město       | Anton Szypulin       | Dominik Landertinger | Krasimir Anew        |
| 2009 Ufa              | Tarjei Bø            | Simon Schempp        | Aleksiej Wołkow      |

#### Sztafeta (4 × 7,5 km)
Początek w 1994.
| Rok i miejsce         | Złoto                                                                                       | Srebro                                                                                       | Brąz                                                                                      |
| 1994 Kontiolahti      |                                                                                             |                                                                                              |                                                                                           |
| 1995 Le Grand-Bornand |                                                                                             |                                                                                              |                                                                                           |
| 1996 Ridnaun          |                                                                                             |                                                                                              |                                                                                           |
| 1997 Windischgarsten  |                                                                                             |                                                                                              |                                                                                           |
| 1998 Mińsk            |                                                                                             |                                                                                              |                                                                                           |
| 1999 Iżewsk           |                                                                                             |                                                                                              |                                                                                           |
| 2000 Lahti            | Rosja · Dienis Saldimirow · Iwan Czeriezow · Witalij Czernyszow · Aleksiej Czurin           | Słowacja · Roman Regúly · Matej Kazár · Matúš Goč · Dušan Šimočko                            | Czechy · Jiří Faltus · Jaroslav Soukup · Milan Faltus · David Kristejn                    |
| 2001 Haute Maurienne  | Rosja · Witalij Czernyszow · Aleksiej Konczin · Aleksiej Sołowiew · Nikołaj Krugłow         | Francja · Yann Debayle · Sylvain Mouton · Julien Ughetto · Sebastien Zeno                    | Czechy · Jiří Faltus · Michal Šlesingr · Milan Faltus · Jaroslav Soukup                   |
| 2002 Kontiolahti      | Rosja · Artiom Gusiew · Andriej Makowiejew · Aleksandr Kudraszew · Maksim Czudow            | Niemcy · Michael Rösch · Robert Wick · Hansjörg Reuter · Markus Neumaier                     | Łotwa · Jānis Pleiksnis · Jānis Bērziņš · Edgars Piksons · Kristaps Lībietis              |
| 2003 Forni Avoltri    | Czechy · Martin Balatka · Ondřej Moravec · Jaroslav Soukup · Michal Šlesingr                | Białoruś · Siergiej Daszkiewicz · Władimir Miklaszewski · Aleksander Mytnik · Witalij Percew | Rosja · Nikołaj Kozłow · Oleg Miłowanow · Andriej Makowiejew · Maksim Czudow              |
| 2004 Mińsk            | Białoruś · Andriej Sławnikow · Jurij Szolkawicz · Aleksander Mytnik · Władimir Miklaszewski | Ukraina · Ihor Jaszczenko · Serhij Sedniew · Ołeksandr Kołos · Ołeh Bereżny                  | Słowenia · Peter Dokl · Klemen Bauer · Andraž Šemrov · Gregor Brvar                       |
| 2005 Nowosybirsk      | Rosja · Igor Minczenkow · Iwan Panczenko · Andriej Jewstropow · Pawieł Borisow              | Słowenia · Andraž Šemrov · Klemen Bauer · Matej Brvar · Peter Dokl                           | Ukraina · Ihor Jaszczenko · Jewhenij Horbaczow · Ołeh Bereżny · Ołeksandr Kołos           |
| 2006 Langdorf-Arberse | Rosja · Pawieł Borisow · Władimir Siemakow · Wiktor Wasiljew · Jewgienij Ustiugow           | Niemcy · Norman Jahn · Daniel Böhm · Sebastian Berthold · Christoph Stephan                  | Francja · Alexis Bouef · Arnaud Langel · Jean-Guillaume Béatrix · Vincent Jay             |
| 2007 Bansko           | Rosja · Timur Abaszew · Anton Szypulin · Dmitrij Blinow · Wiktor Wasiljew                   | Austria · Sven Grossegger · Andreas Zelzer · Julian Eberhard · Dominik Landertinger          | Ukraina · Witalij Kożuszko · Witalij Kilczycki · Artem Pryma · Ołeksandr Kołos            |
| 2008 Nové Město       | Rosja · Dmitrij Blinow · Anton Szypulin · Paweł Magazejew · Wiktor Wasiljew                 | Austria · Daniel Salvenmoser · Mario Drescher · Sven Grossegger · Dominik Landertinger       | Ukraina · Witalij Kożuszko · Andrij Wozniak · Artem Pryma · Witalij Kilczycki             |
| 2009 Ufa              | Rosja · Nazir Rabadanow · Siergiej Kugubajew · Timofej Lapszin · Aleksiej Wołkow            | Ukraina · Michajło Serdiuk · Witalij Kilczycki · Witalij Sokoluk · Nazarij Burik             | Białoruś · Siergiej Rutsewicz · Uładzimir Czapielin · Witali Tswetau · Władimir Aleniszko |

## Tabela medalowa mistrzostw Europy
(stan na 5 marca 2009, tabela NIE uwzględnia medali zdobytych przez juniorów w latach 1994-99)
| Miejsce | Państwo           | Gold | Silver | Bronze | Razem |
| ------- | ----------------- | ---- | ------ | ------ | ----- |
| 1.      | Rosja             | 76   | 44     | 43     | 163   |
| 2.      | Niemcy            | 27   | 27     | 24     | 78    |
| 3.      | Ukraina           | 17   | 21     | 21     | 59    |
| 4.      | Białoruś          | 16   | 24     | 26     | 66    |
| 5.      | Polska            | 12   | 13     | 8      | 33    |
| 6.      | Czechy            | 11   | 14     | 15     | 40    |
| 7.      | Norwegia          | 9    | 12     | 10     | 31    |
| 8.      | Francja           | 8    | 8      | 13     | 29    |
| 9.      | Austria           | 6    | 9      | 2      | 17    |
| 10.     | Słowacja          | 5    | 11     | 4      | 20    |
| 11.     | Bułgaria          | 5    | 5      | 7      | 17    |
| 12.     | Łotwa             | 3    | 3      | 9      | 15    |
| 13.     | Słowenia          | 1    | 3      | 2      | 6     |
| 14.     | Finlandia         | 1    |        | 3      | 4     |
| 15.     | Mołdawia          | 1    |        |        | 1     |
| 16.     | Włochy            |      | 2      | 2      | 4     |
| =17.    | Kazachstan        |      | 1      | 1      | 2     |
| =17.    | Szwecja           |      | 1      | 1      | 2     |
| 19.     | Rumunia           |      |        | 3      | 3     |
| 20.     | Stany Zjednoczone |      |        | 2      | 2     |
| =21.    | Litwa             |      |        | 1      | 1     |
| =21.    | Szwajcaria        |      |        | 1      | 1     |